# Massimiliano Martella
Massimilliano Martella (Marino, 24 januari 1974) is een Italiaans voormalig professioneel wielrenner. Hij reed voor Miche en Ceramica Flaminia. Eerder liep hij stage bij Lampre-Daikin, maar wist geen contract af te dwingen.

## Belangrijkste overwinningen
2000
- GP Capodarco

2001
- Trofeo Internazionale Bastianelli
- Ronde van Biella

## Grote rondes
Geen
Algeri · 
Ballerini · 
Barbero · 
Belohvoščiks · 
Bertogliati · 
Bertoletti · 
Camenzind · 
Cannone · 
Codol · 
Della Vedova · 
Dierckxsens · 
Frutti · 
Gárate · 
Hunter · 
Missaglia · 
Piccoli · 
Pinotti · 
Serpellini · 
Simoni · 
Spruch · 
Svorada · 
Verstrepen · 
Pagliarini (stagiair) 
Algeri · 
Barbero · 
Belohvoščiks · 
Bertogliati · 
Bertoletti · 
Camenzind ·  
Codol · 
Della Vedova · 
Dierckxsens · 
Frutti · 
Gárate · 
Hunter · 
Missaglia · 
Pagliarini · 
Piccoli · 
Pinotti · 
Sciandri ·
Serpellini · 
Simoni · 
Spruch · 
Svorada · 
Vandenbroucke (tot 01/06) ·
Verstrepen · 
Martella (stagiair) · 
Zara (stagiair)